# Фредерико Гравина
Фредерико Гравина (на испански: Frederico Gravina) е испански адмирал.

## Биография
Фредерико Гравина е роден на 12 август 1756 г. в Палермо. Произхожда от сицилианска фамилия, традиционно свързана с испанската монархия.
Влиза във флота през 1775 г. Участва в американската кампания срещу Португалия (1776-1777), Голямата обсада на Гибралтар (1779), възвръщането на Менорка (1881-1882), друг опит за овладяване на Гибралтар от англичаните (1782), няколко експедиции срещу Алжир, пътуване до Цариград (1788) и до Картахена и Куба (1789), испанската евакуация на Оран (1791).
Във войната на Испания по време на Френската революция срещу Конвенцията (1793-1795) оказва значително съдействие при обсадата на Тулон, където командва 4 кораба и е ранен. Сред това е повишен в командване на ескадрила. Участва през 1796 г. във войната срещу Великобритания при защитата на пристанищата на Кадис, Ел Ферол и Брест, при битките при Финестери и Трафалгар.
Фредерико Гравина командва обединения френско-испански флот в битката при Трафалгар като заместник на адмирал Пиер-Шарл Вилньов. В битката флотът претърпява тежко поражение. В 12 часа адмирал Нелсън е улучен от френско оръдие и в 17 часа умира, въпреки това британците печелят битката. Загубите на френско-испанския флот са огромни. Адмирал Пиер Шарл Вилньов е пленен, другите командващи загиват, а Гравина е сериозно ранен и след 5 месеца на 9 март 1806 г. умира от гангрена.